# Ankara
Pour les articles homonymes, voir Ankara (homonymie) et Angora (homonymie).
Ankara (/ˈaŋkaɾa/ ) — anciennement appelée Angora et Ancyre durant l'Antiquité — est la capitale de la Turquie depuis le 13 octobre 1923 et, par sa population, la deuxième ville du pays, après Istanbul. Elle est située en Région de l'Anatolie centrale.
C’est également la préfecture de la province du même nom. Ses habitants sont les Ankariotes. Peuplée de plus de cinq millions d'habitants, la ville est située à 938 m d'altitude. La capitale turque se trouve à 776 km au nord-nord-ouest de Damas, à 819 km à l'est-nord-est d'Athènes, à 854 km à l'est-sud-est de Sofia, à 992 km à l'ouest d'Erevan et à 2 598 km à l'est de Paris.

## Étymologie
Connue sous le nom de Ἄγκυρα (Ankyra) par les Galates, les Romains et les Phrygiens. Ce mot désignant une ancre en grec, cela a motivé l'émergence de légende expliquant qu'il s'agissait de l'endroit où le roi des Phrygiens, Midas a trouvé une ancre. Ce symbole est également frappé sur certaines pièces de monnaie anciennes, exposées au musée des civilisations anatoliennes (turc : Anadolu Medeniyetleri Müzesi). Toutefois, il doit en réalité s'agir d'un hasard de corrélation entre ce mot grec et la racine ank- attestée dans plusieurs toponymes hittites comme Ankuwa, Ankala ou Ankuwash. Le nom de cette ville a été retranscrit en alphabet latin dans le monde occidental avec l'orthographe « Ankyra » et « Ancyra »,.
À la suite de l'arrivée des peuples turcs en Anatolie au XIe siècle, le nom de la ville s'est transformé en Engürü et Engüriye en turc, et en Angora en langues occidentales. Ce n'est qu'au XVIe siècle que l'orthographe Ankara (انقره) a commencé à être utilisée, selon divers documents officiels ottomans. La bataille d'Ankara a lieu à proximité en 1402.
L'officialisation de cette orthographe a seulement lieu à la suite de la demande officielle de la République turque, formulée le 28 mars 1930. À partir de cette date-là, l'office de poste turc n'a plus autorisé la livraison des courriers portant la mention « Angora » comme adresse de destinataire afin d'universaliser l'utilisation de l'orthographe « Ankara ».

## Histoire

### Origine
Bien qu'Ankara soit en grande partie une ville nouvelle, ses origines sont très anciennes. Certains vestiges hittites découverts dans la citadelle attestent la présence d'une cité du temps de l'Empire hittite.
Après les Hittites, Ankara connut la domination des Phrygiens, des Perses, d'Alexandre le Grand et enfin celle des Galates, parmi lesquelles celle des Tectosages. La cité, alors nommée Ancyre, devient en 25 av. J. -C. la capitale de la province romaine de Galatie.
Des traces écrites mentionnent qu'Alexandre le Grand s'est rendu à Ankyra en l'an 333 av. J.-C., lors de son avancée vers l'est.
Les Romains qui s'étaient emparés de la ville en 189 av. J.-C., en laissèrent le gouvernement aux Galates jusqu'en 25 avant notre ère, date à laquelle le royaume galate fut annexé à l'Empire romain. La ville fut promue au rang de « métropole » par Néron qui fit reconstruire ses murailles.
Durant la période byzantine, la ville connut une certaine prospérité mais les invasions des Sassanides et des Arabes au VIIe siècle furent dévastatrices.
Tour à tour, prise par les Byzantins, les croisés et les Turcs, Ankara fut, à partir de 1354, administrée par les Ottomans. En 1402, dans la plaine d'Ankara eut lieu une bataille (Ankara Muharebesi) au cours de laquelle Tamerlan anéantit l'armée ottomane et fit prisonnier le sultan turc Bayezid Ier. Mais la ville redevint ottomane en 1414.
Elle devint une ville secondaire de l'Empire ottoman, connue des Occidentaux sous le nom d’Angora, d'où vient le nom donné aux chats, lapins et chèvres à long poil typiques de la région. Liée au système des chemins de fer ottomans à la fin du XIXe siècle, elle restait pourtant une bourgade de 30 000 habitants au début du XXe siècle.

### Capitale

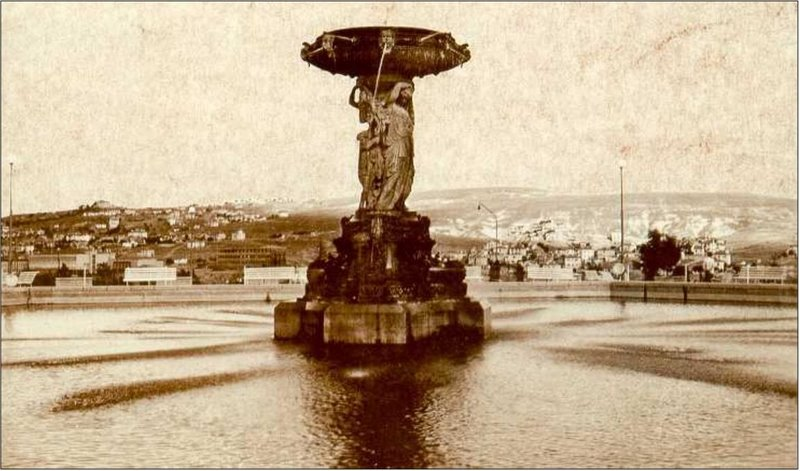
Fontaine des Nymphes sur la place Kızılay à Ankara, vers 1930.

Loin des zones occupées découlant du traité de Sèvres, elle est choisie par Mustafa Kemal Atatürk comme le centre de la lutte nationale et la Grande Assemblée nationale de Turquie y est inaugurée le 23 avril 1920. À la suite de la victoire des forces kémalistes, elle devint la capitale de la Turquie le 13 octobre 1923, remplaçant Constantinople, autrefois, sous le nom de Byzance, historiquement capitale de l'Empire romain (après le règne de Constantin) puis, après la chute de la ville en 1453, capitale de l'Empire ottoman.
Mustafa Kemal Atatürk a choisi cette petite ville de 20 000 habitants comme capitale de la nouvelle république : d'une part pour des raisons stratégiques car située au milieu du plateau anatolien, elle n'était pas aussi vulnérable aux attaques venant des côtes comme l'était Constantinople ; d'autre part, pour des raisons politiques, car la République voulait couper les ponts avec l'ancien régime et tous les symboles de l'ancienne capitale impériale, dont l'influence des milieux affairistes levantins était jugée néfaste.
Le choix d'Ankara était audacieux en raison de sa situation géographique et ses conditions climatiques. Au centre d'un plateau sec et aride, le climat y est continental, avec des étés chauds et secs, des hivers rudes.
L'urbanisation d'Ankara pour doter cette ville de bâtiments nécessaires à la fonction d'une ville-capitale devint un projet ambitieux du nouveau régime et fut confié à l'urbaniste et architecte allemand Hermann Jansen (de), qui remporta un concours en 1929 face à deux autres concurrents, dont le Français Léon Jaussely. Obéissant à un zonage strict, le projet Jansen prévoyait un « quartier des ministères » prolongé par celui des ambassades et culminant à la résidence présidentielle. Les logements des hauts-fonctionnaires se répartissaient autour de cet ensemble, tandis que ceux des employés et des ouvriers étaient regroupés autour de la gare.
Le plan prévu par Jansen fut appliqué jusqu'en 1939. Après la Seconde Guerre mondiale, la spéculation foncière et l'exode rural rendirent impossible toute tentative de planification urbaine. La ville devint alors une importante agglomération habitée par une population qui au deux tiers vivait dans les années 1960-1970, dans des logements illégaux autoconstruits (bidonvilles).
Ankara est une ville tout à la fois moderne et ancienne puisqu'elle possède de nombreux vestiges romains et une forteresse byzantine bien conservée. Elle contient notamment un temple romain dédié à Auguste ainsi que le plus grand musée hittite au monde. Ataturk y est enterré au Anıtkabir, un mausolée grandiose achevé en 1953.

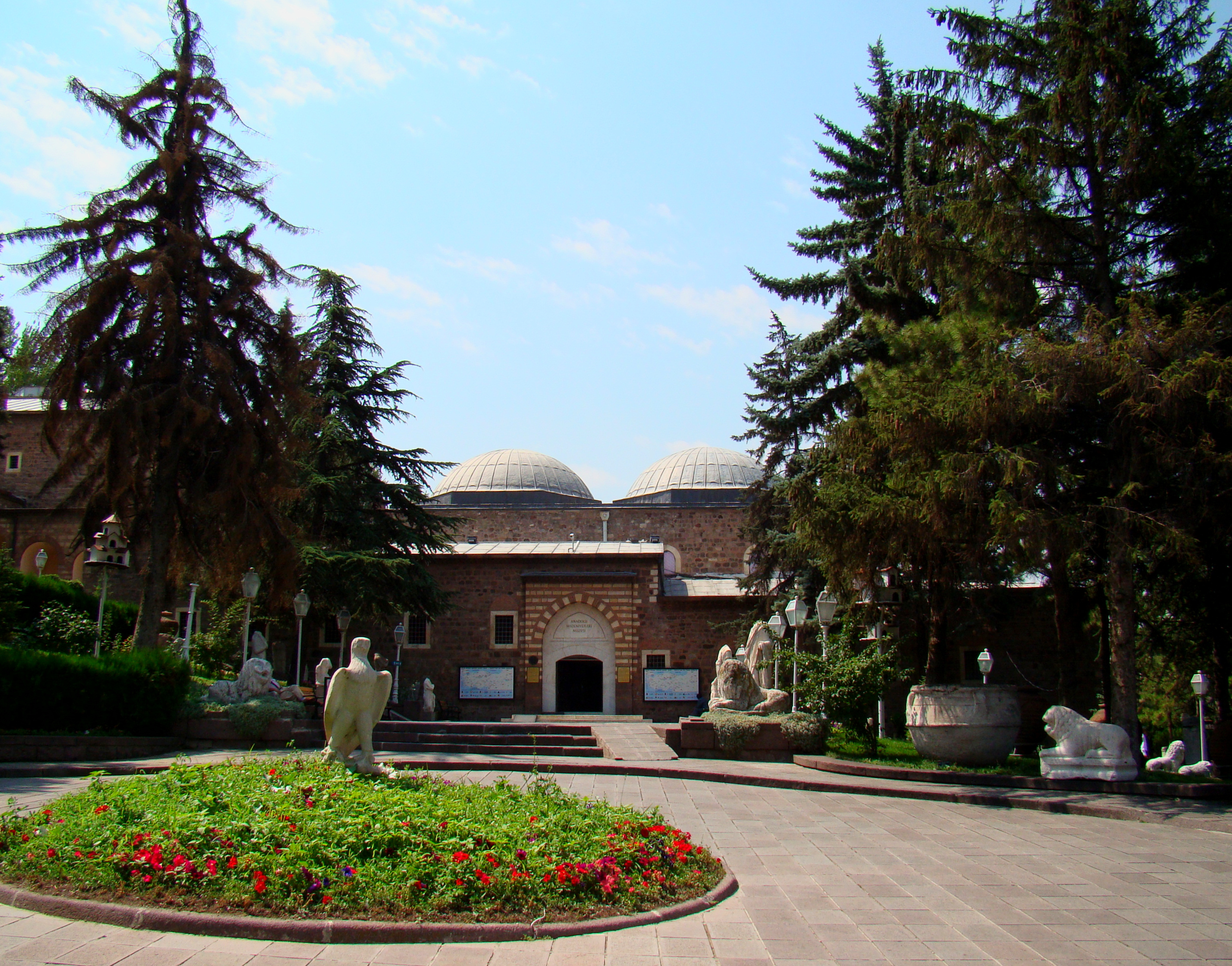
Musée des civilisations anatoliennes (1921).
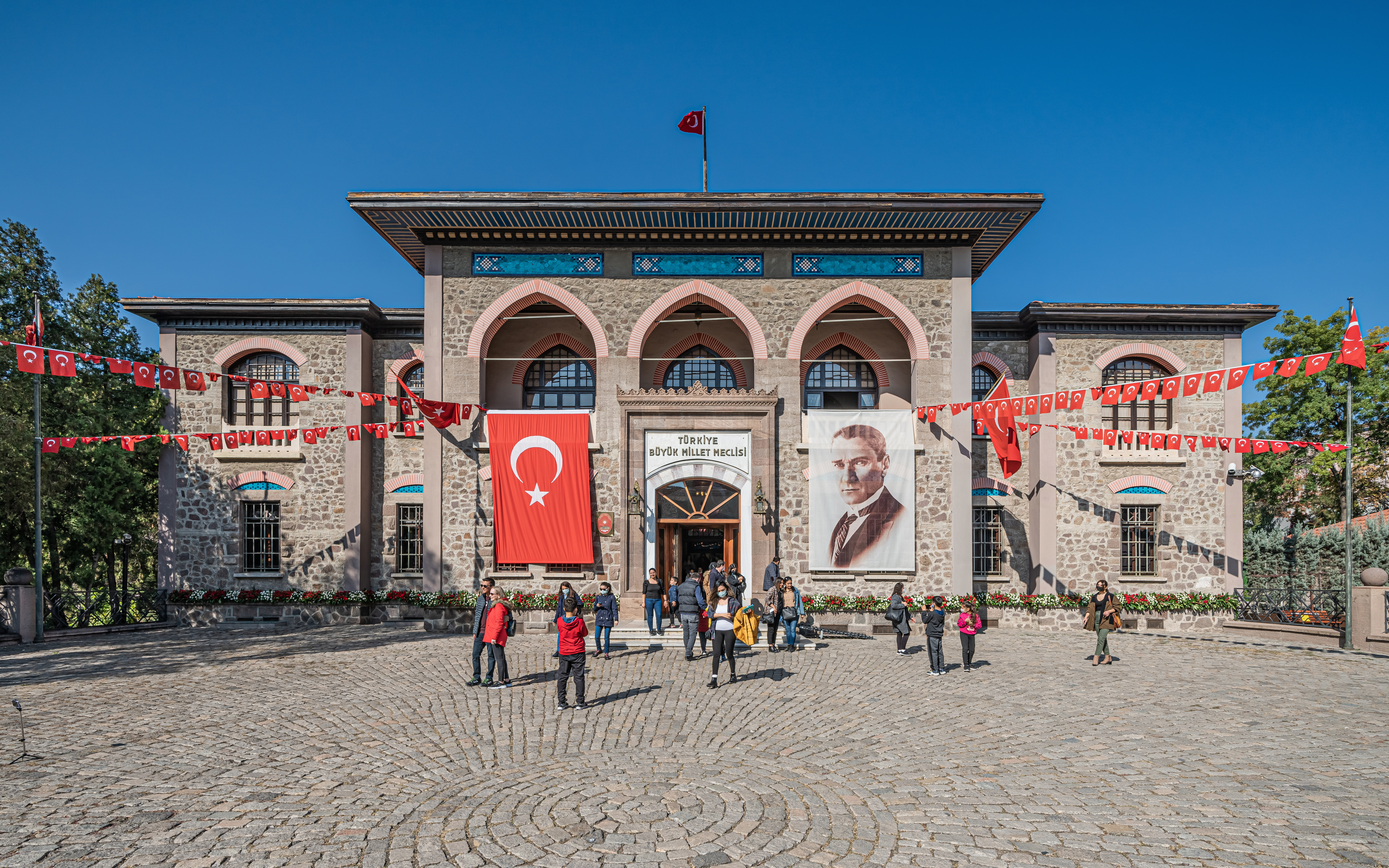
Musée de la République (1923).
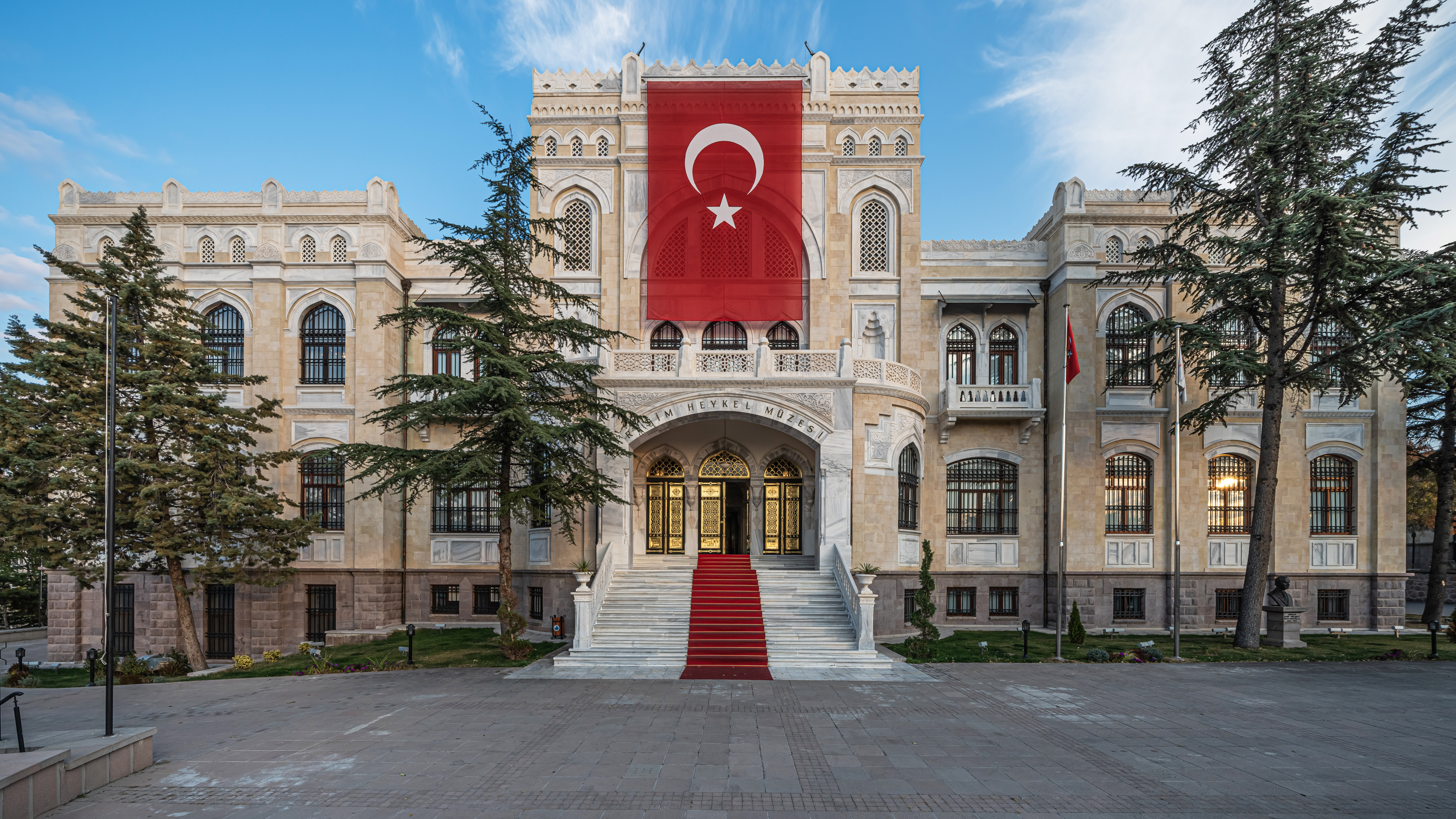
Musée national d'art et de la sculpture (1927).
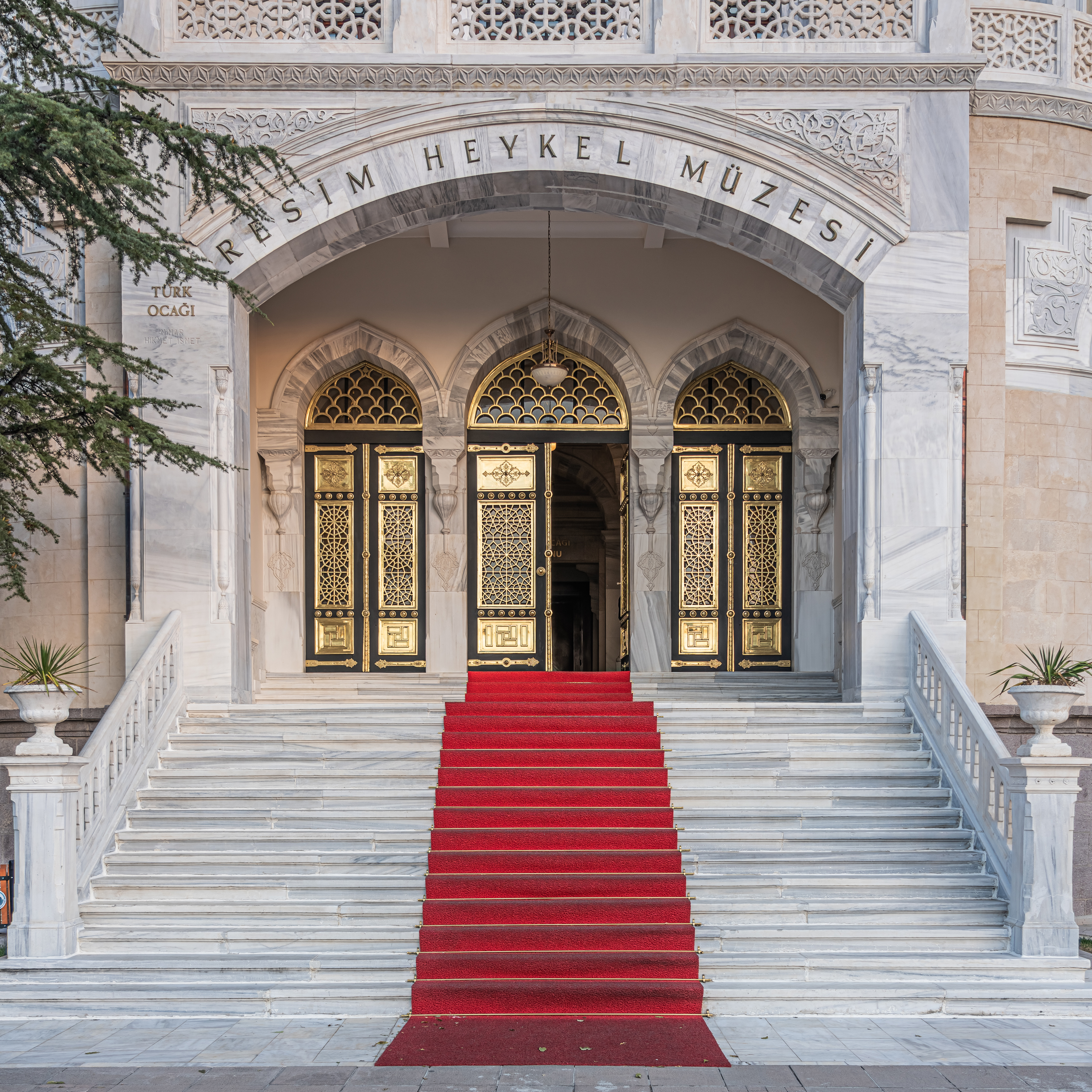
Musée national d'art et de la sculpture (1927).
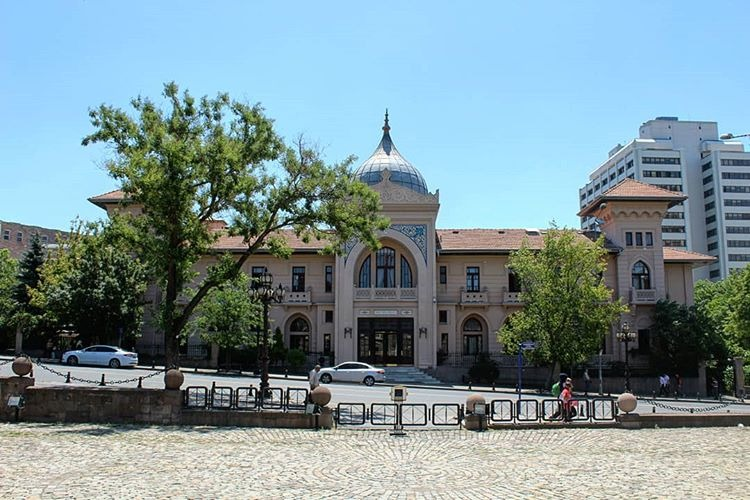
Ankara Palas Hotel (1927).
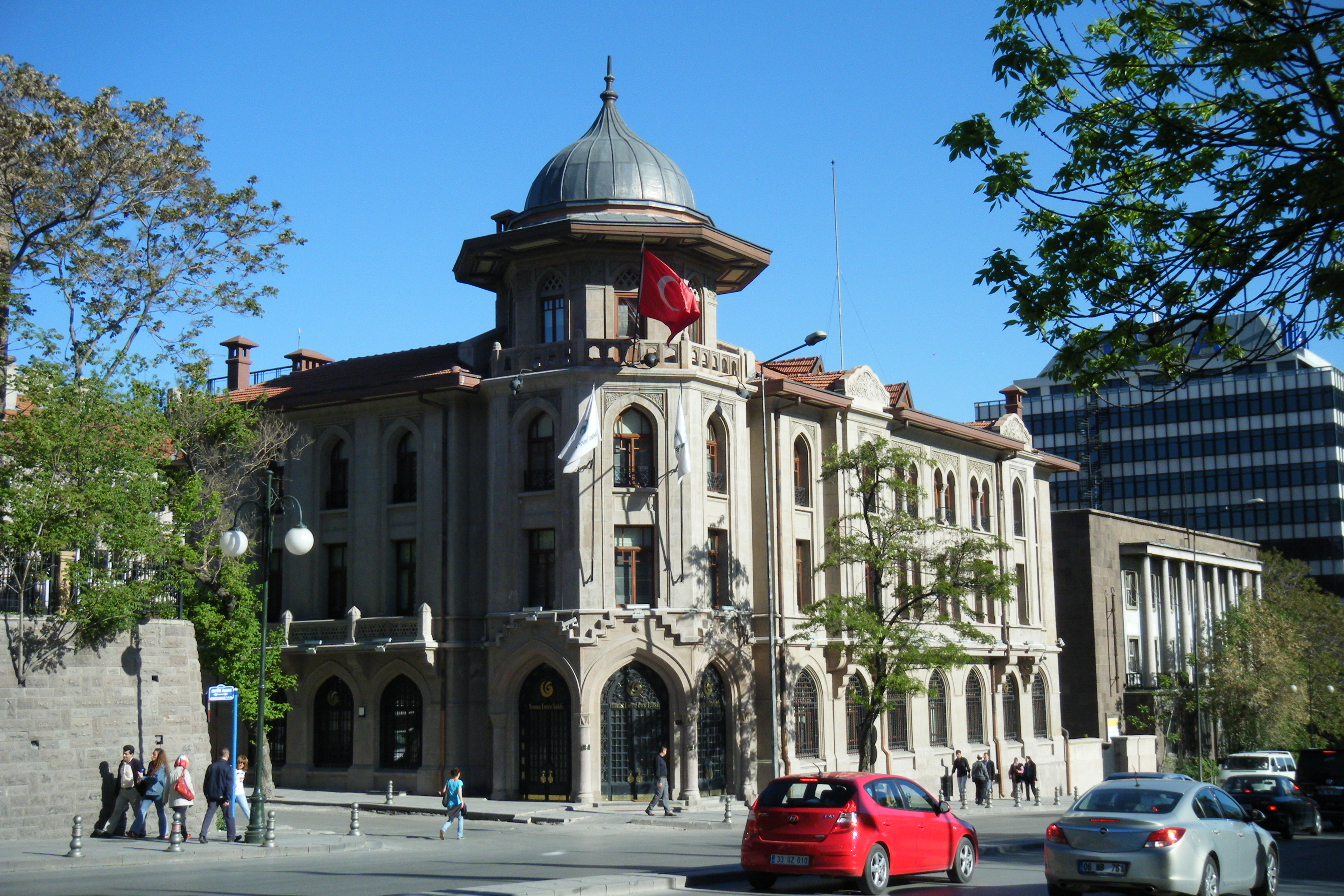
Ancien siège de Tekel (ex monopole d'état des tabacs et alcools), actuellement Institut Yunus Emre (1928).
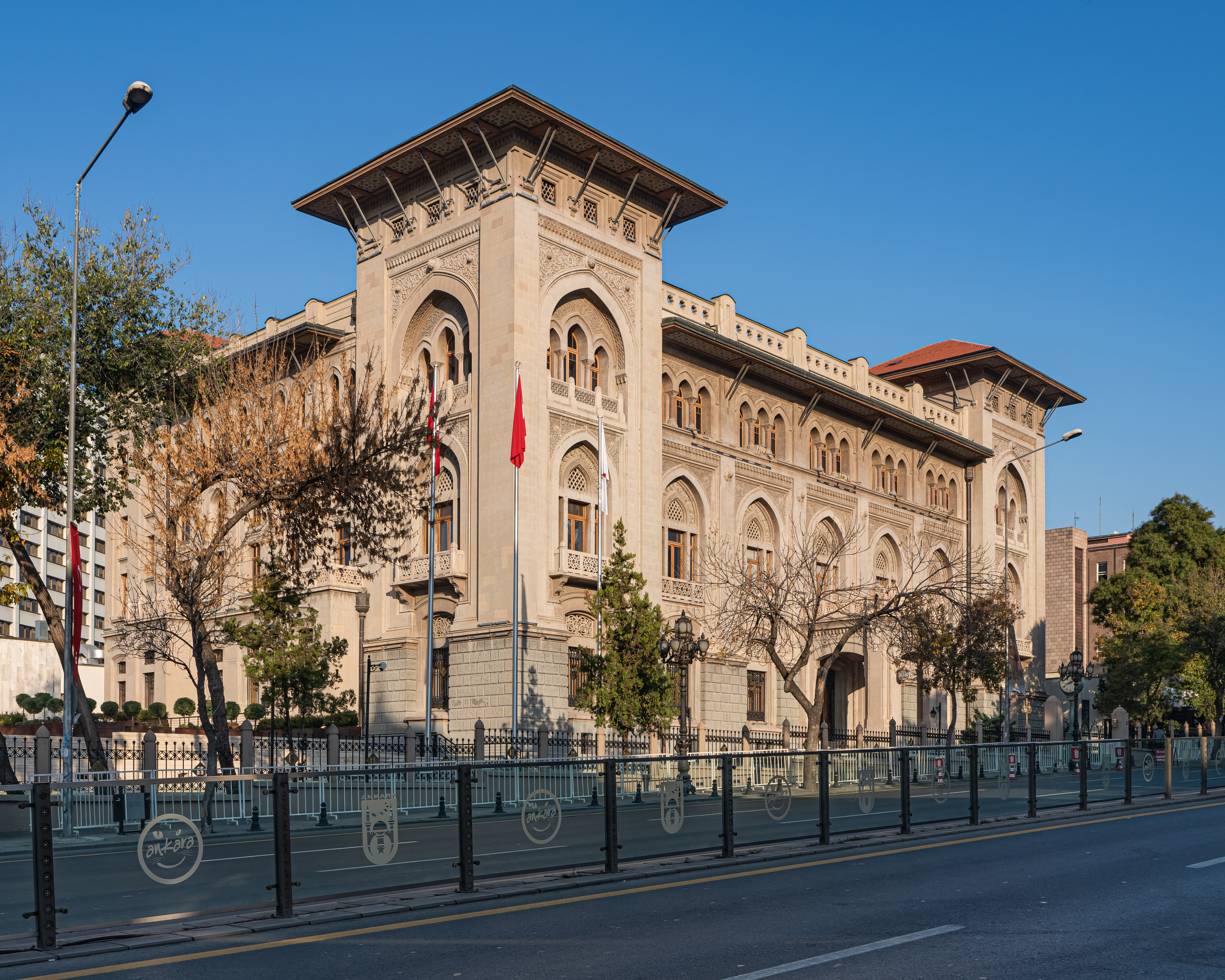
Ziraat Bankası (1929).
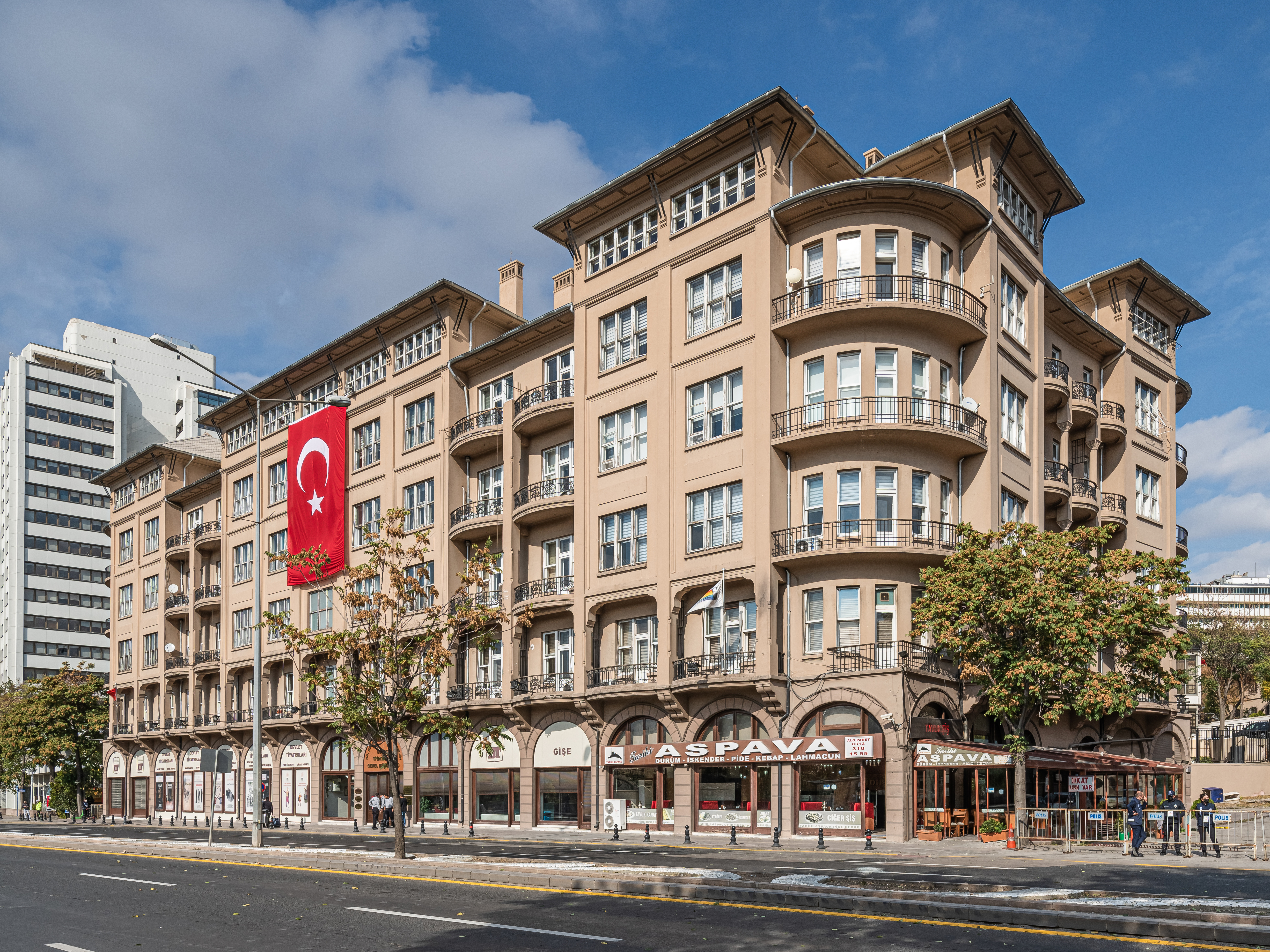
Théâtre national (1929).
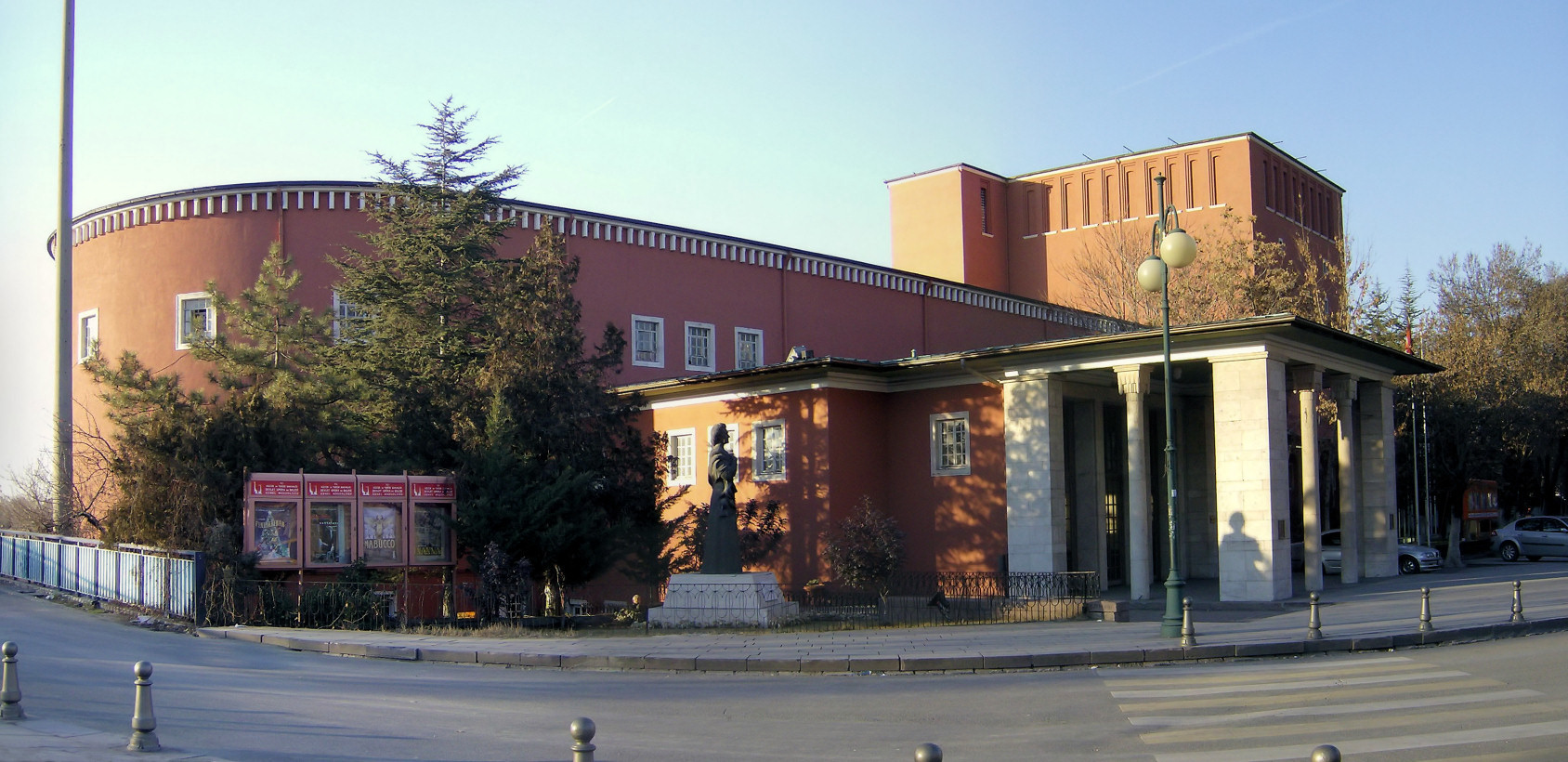
Opéra national (1933).
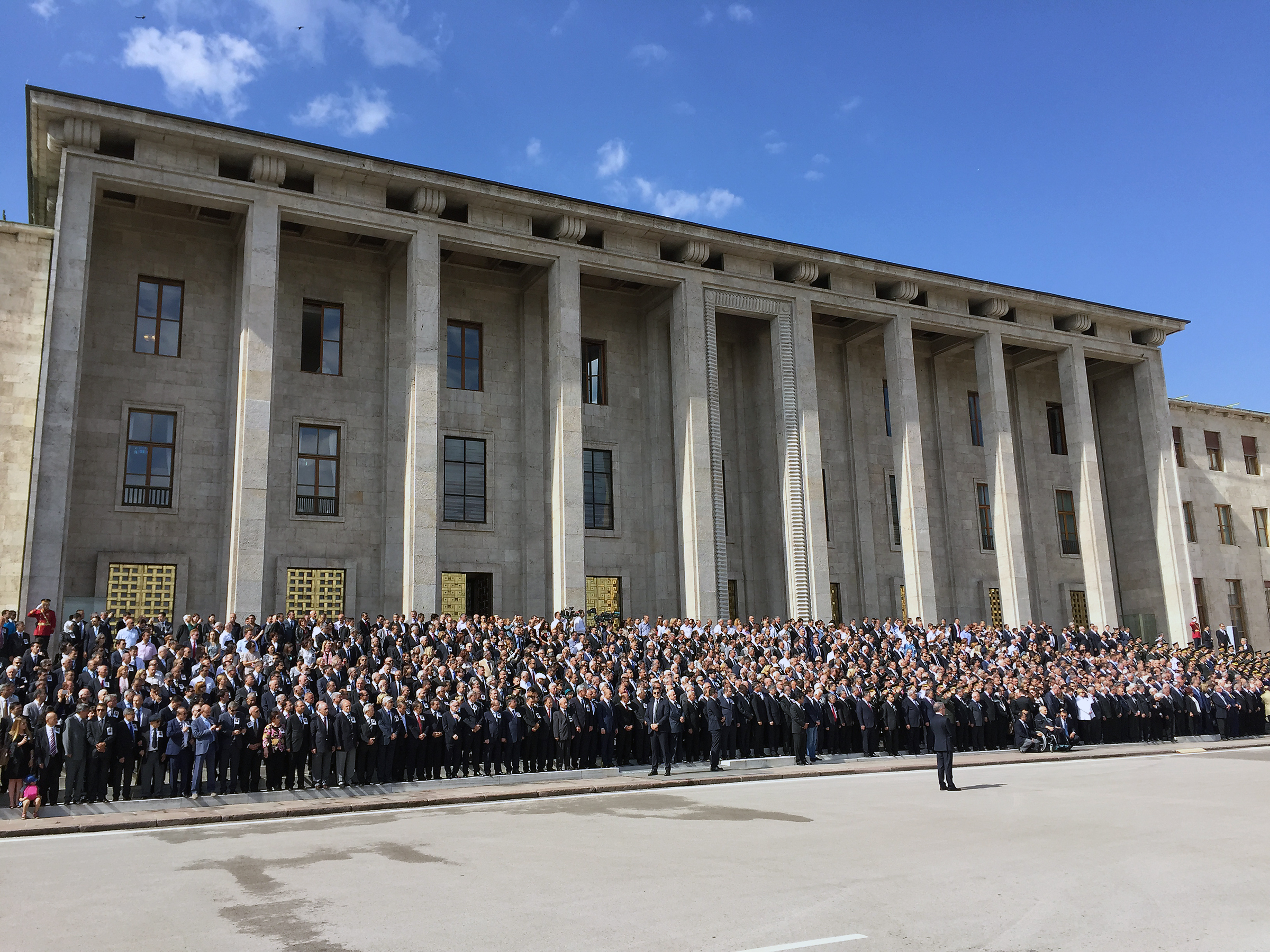
Grande Assemblée nationale de Turquie (1938).
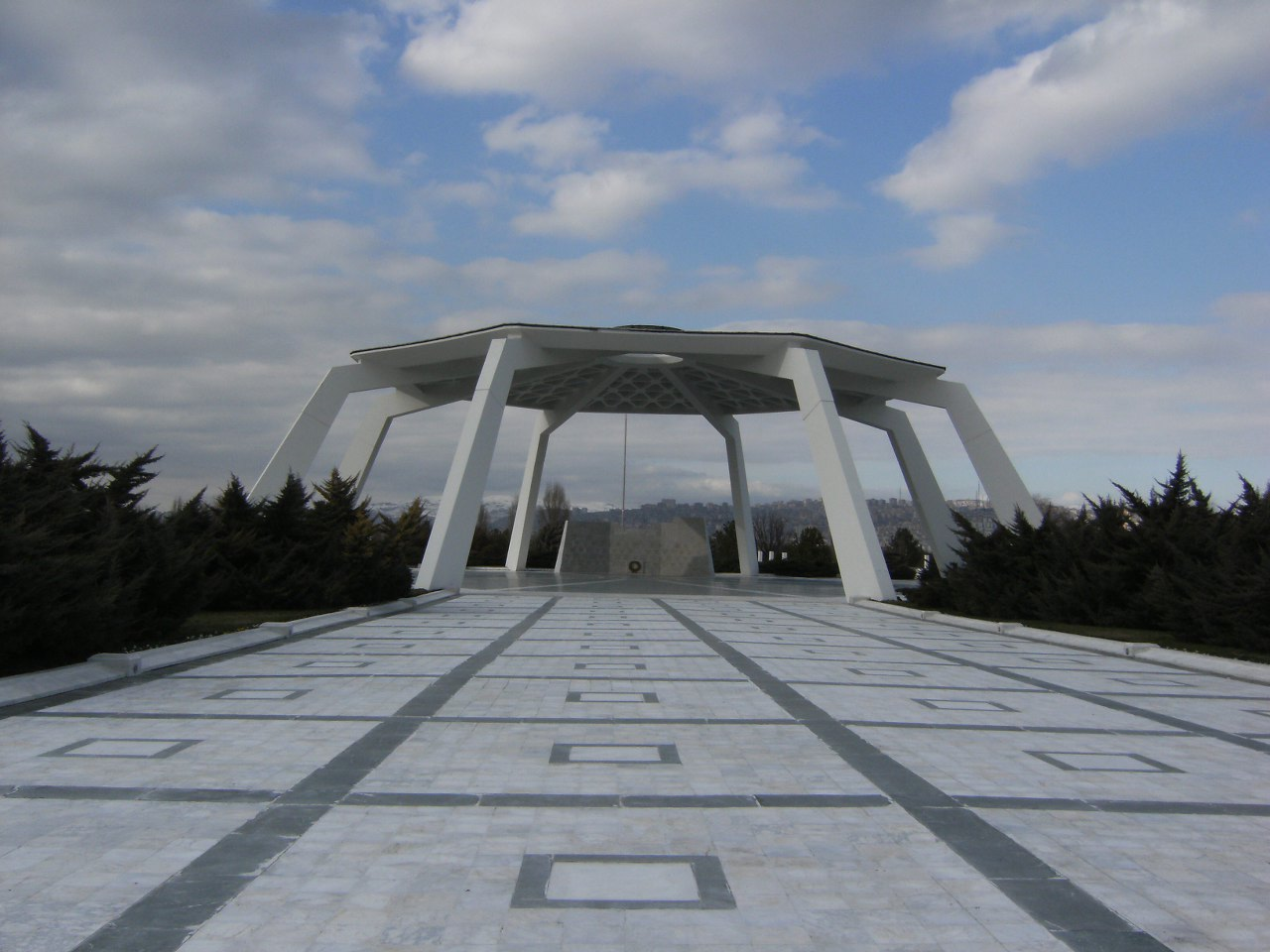
Le cimetière d'État de Turquie (Devlet Mezarlığı), où reposent les présidents de la Turquie et les proches compagnons de Mustafa Kemal Atatürk, fondateur de la république de Turquie.
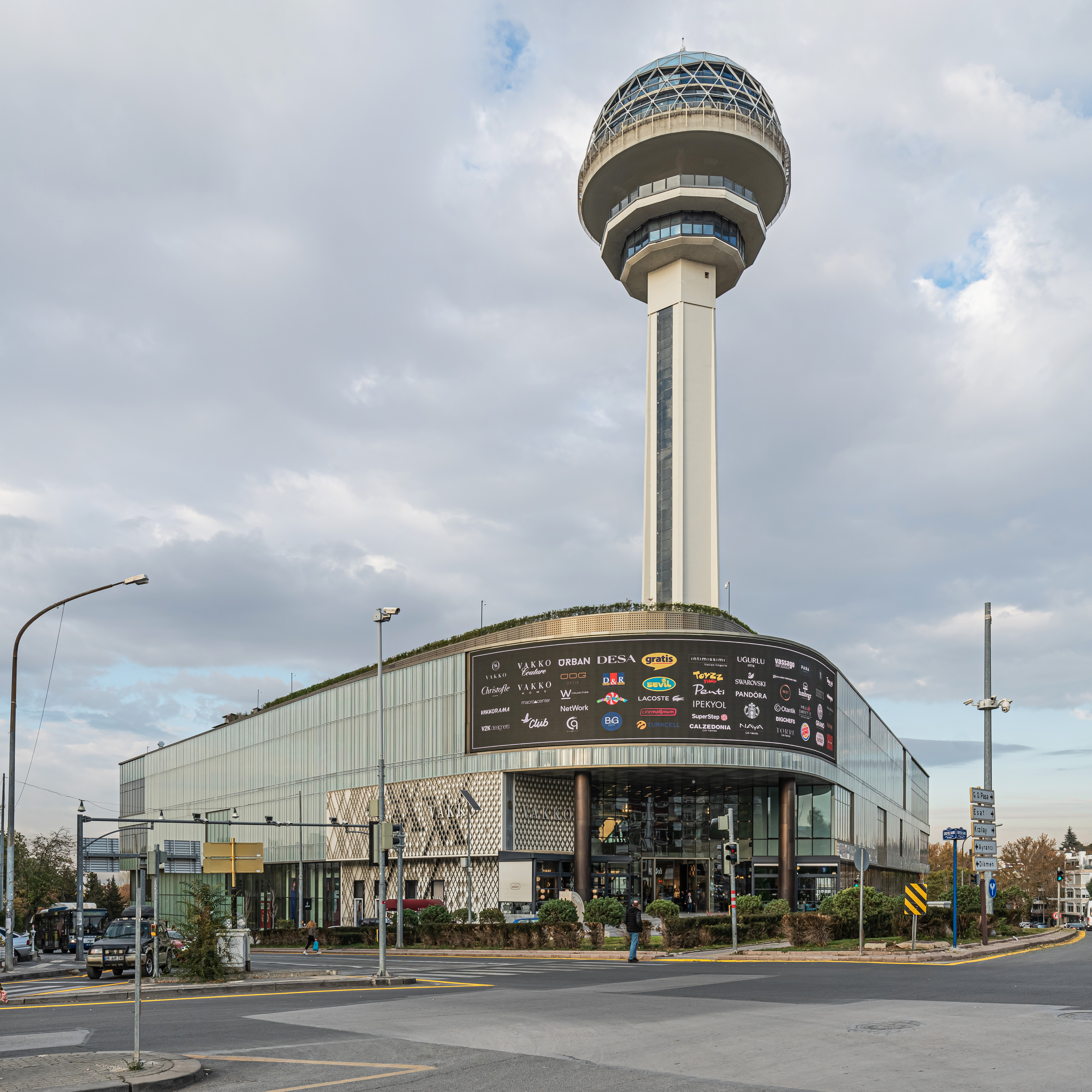
Tour Atakule (1989).
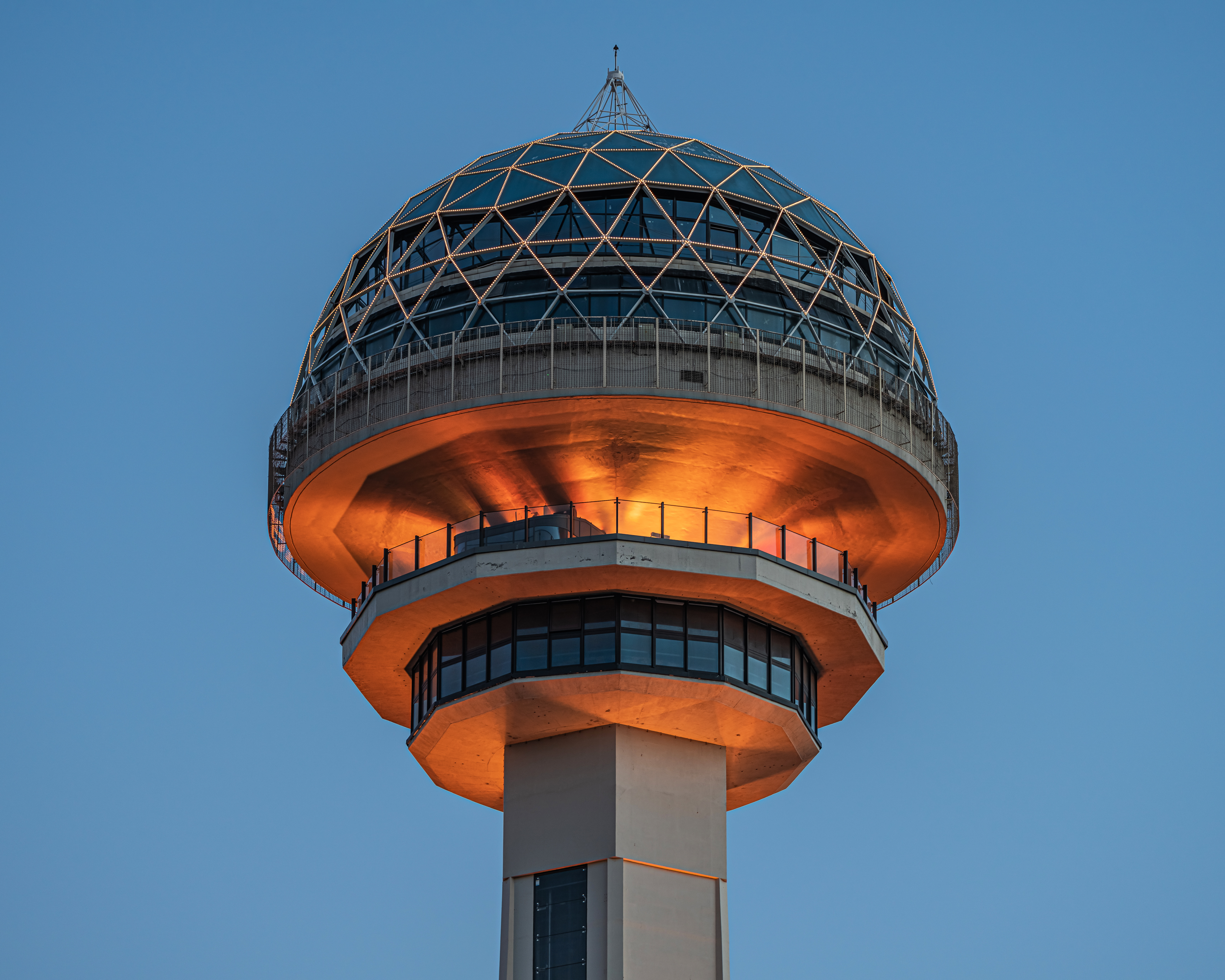
En haut de la tour Atakule à Ankara, une galerie marchande. Octobre 2021.

## Liste des maires
- 1984-1989 : Mehmet Altınsoy
- 1989-1993 : Murat Karayalçın
- 1993-1994 : Vedat Aydın
- 1994-2017 : Melih Gökçek
- 2017-2019 : Mustafa Tuna
- Depuis 2019 : Mansur Yavaş

## Climat
Ankara est marquée par un climat continental, l'hiver est froid avec beaucoup de neige, l'été est chaud et sec. Les précipitations totales sont relativement faibles, avec un pic de précipitations au printemps, durant les mois d'avril et mai.
| Mois                              | jan.  | fév.  | mars  | avril | mai  | juin | jui. | août | sep. | oct. | nov.  | déc.  | année |
| --------------------------------- | ----- | ----- | ----- | ----- | ---- | ---- | ---- | ---- | ---- | ---- | ----- | ----- | ----- |
| Température minimale moyenne (°C) | −6,6  | −5    | −1,6  | 3,3   | 6,6  | 9,4  | 12,7 | 12,7 | 8,3  | 3,8  | −1,1  | −3,3  | 3,3   |
| Température maximale moyenne (°C) | 1,6   | 4,4   | 10    | 15,5  | 20   | 24,4 | 27,7 | 28,3 | 24,4 | 18,3 | 10,5  | 4,4   | 16,1  |
| Record de froid (°C)              | −31,1 | −31,1 | −27,2 | −7,2  | −6,1 | 0,5  | 3,8  | 3,8  | −2,2 | −8,8 | −12,2 | −17,2 | −31,1 |
| Record de chaleur (°C)            | 11,1  | 17,7  | 27,2  | 27,7  | 31,1 | 38,8 | 37,2 | 42,2 | 33,3 | 30   | 21,1  | 17,2  | 42,2  |
| Précipitations (mm)               | 40    | 31    | 36    | 51    | 52   | 39   | 17   | 15   | 18   | 32   | 36    | 48    | 417   |
| Nombre de jours avec neige        | 13    | 10    | 6     | 1     | 0    | 0    | 0    | 0    | 0    | 0    | 3     | 9     | 42    |

## Population
En 1848, le voyageur historien Baptistin Poujoulat écrit dans Récits et souvenirs d'un voyage en Orient que la ville compte 20 000 Turcs, 3 000 Arméniens, 700 Grecs et 500 Juifs.

### Évolution démographique
Depuis 1910, l'évolution démographique de Ankara a été :
| 1910   | 1927   | 1935    | 1940    | 1945    | 1950    |
| ------ | ------ | ------- | ------- | ------- | ------- |
| 15 000 | 75 000 | 123 000 | 157 000 | 228 000 | 287 000 |

| 1955    | 1960    | 1965    | 1970      | 1975      | 1980      |
| ------- | ------- | ------- | --------- | --------- | --------- |
| 453 000 | 646 000 | 906 000 | 1 209 000 | 1 713 000 | 2 019 000 |

| 1985      | 1990      | 1997      | 2000      | 2007      | 2014      |
| --------- | --------- | --------- | --------- | --------- | --------- |
| 2 251 533 | 2 583 963 | 2 937 357 | 3 203 362 | 3 763 591 | 5 150 072 |

| 2022      | - | - | - | - | - |
| --------- | - | - | - | - | - |
| 5 782 285 | - | - | - | - | - |

| Histogramme de l'évolution démographique de Ankara |           |
| \| 1910 \| 15 000 \| \| 1927 \| 75 000 \| \| 1935 \| 123 000 \| \| 1940 \| 157 000 \| \| 1945 \| 228 000 \| \| 1950 \| 287 000 \| \| 1955 \| 453 000 \| \| 1960 \| 646 000 \| \| 1965 \| 906 000 \| \| 1970 \| 1 209 000 \| \| 1975 \| 1 713 000 \| \| 1980 \| 2 019 000 \| \| 1985 \| 2 251 533 \| \| 1990 \| 2 583 963 \| \| 1997 \| 2 937 357 \| \| 2000 \| 3 203 362 \| \| 2007 \| 3 763 591 \| \| 2014 \| 5 150 072 \| \| 2022 \| 5 782 285 \| |           |
| 1910 | 15 000    |
| 1927 | 75 000    |
| 1935 | 123 000   |
| 1940 | 157 000   |
| 1945 | 228 000   |
| 1950 | 287 000   |
| 1955 | 453 000   |
| 1960 | 646 000   |
| 1965 | 906 000   |
| 1970 | 1 209 000 |
| 1975 | 1 713 000 |
| 1980 | 2 019 000 |
| 1985 | 2 251 533 |
| 1990 | 2 583 963 |
| 1997 | 2 937 357 |
| 2000 | 3 203 362 |
| 2007 | 3 763 591 |
| 2014 | 5 150 072 |
| 2022 | 5 782 285 |

## Économie

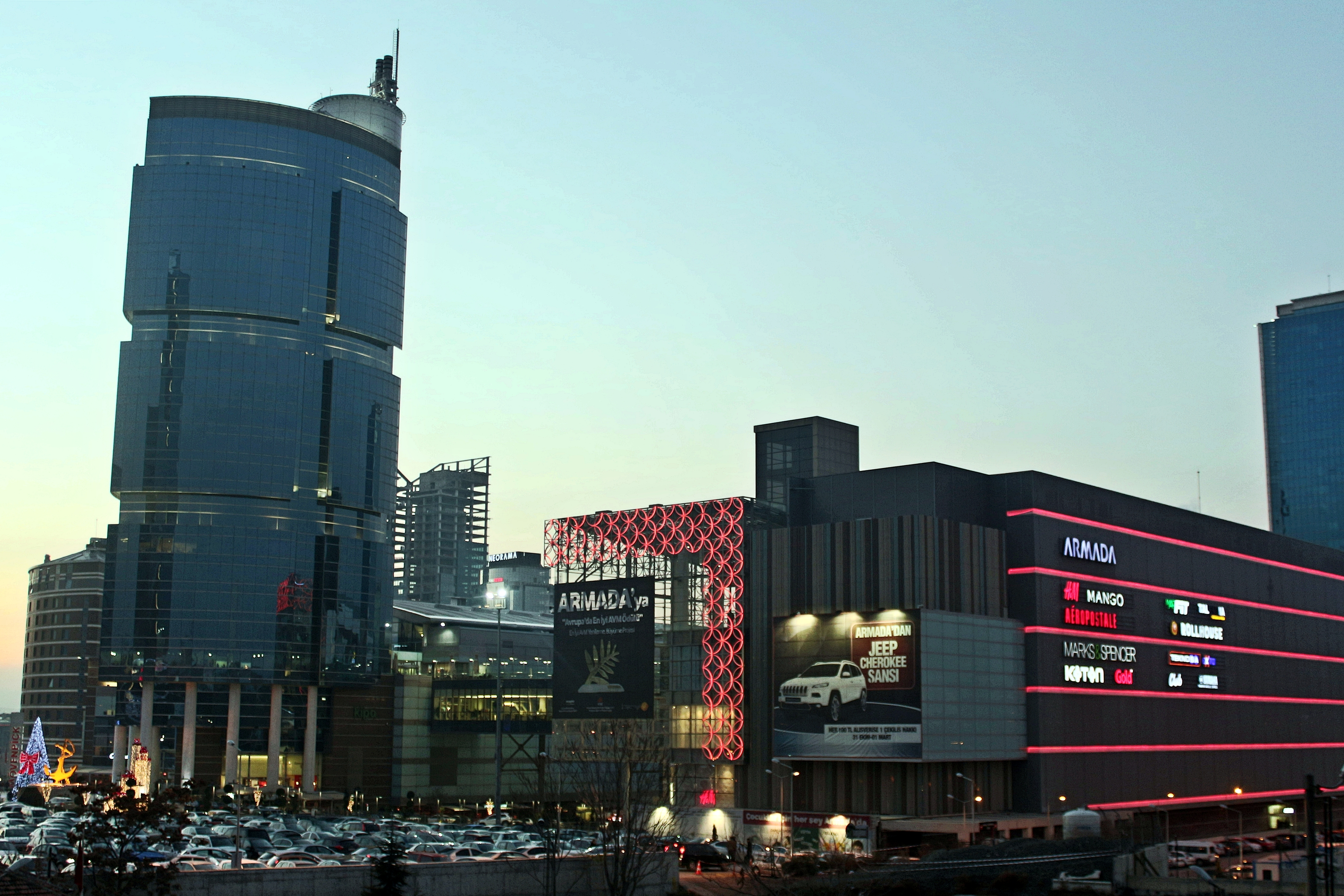
Centre commercial Armada dans le quartier Söğütözü, Ankara

Environ 75 % de la population active travaille dans le secteur des services et de l'administration. (Ce chiffre s'explique par le fait du manque d'industries à Ankara pour faire face à la demande de travail des migrants (exode rural))[pas clair].
La ville participe à hauteur de 9 % au PNB.
Plus de 60 % du territoire de la province d'Ankara est dévolu à l'agriculture, ce qui est bien au-dessus de la moyenne nationale.
En 2008 les exportations de la ville s'élevaient à 4 617 354 $ ce qui place la ville au cinquième rang des exportations après Istanbul, Bursa, Kocaeli et Izmir. Avec un total des importations de 19 062 872 $ elle se classe troisième après Istanbul et Izmir.
Parmi les entreprises internationales présentes dans la ville, on compte :
- le siège social du cimentier français Vicat via sa filiale Baştaş Başkent Çimento[16] ;
- le constructeur de poids lourds et de bus de ville allemand MAN[17].

## Urbanisme
Ankara comprend plus de 80 gratte-ciel. C'est la ville de Turquie qui comprend le plus de gratte-ciel après Istanbul.

## Transport et communications

### Infrastructures routières
Ankara est reliée à Istanbul et à la frontière bulgare par l'autoroute O4 via le tunnel du Mont Bolu mis en service en janvier 2007.

#### Terminal de bus
Ankara possède également une très importante gare routière, AŞTİ (en français Terminal Interurbain d'Autobus d'Ankara). La gare routière interurbaine d'Ankara (AŞTİ) est située à Yenimahalle. AŞTİ, la plus grande gare routière de Turquie, a été construite en 1995. Il a été exploité par la municipalité métropolitaine d'Ankara jusqu'en 1997. À partir de cette date, son fonctionnement a été transféré à la direction générale de BUGSAS, qui est une filiale de la municipalité métropolitaine d'Ankara. Il existe des services de bus depuis la gare routière vers toutes les régions de la Turquie. Environ 200 compagnies de bus desservent la gare routière d'AŞTİ.

### Transports urbains

#### Métro

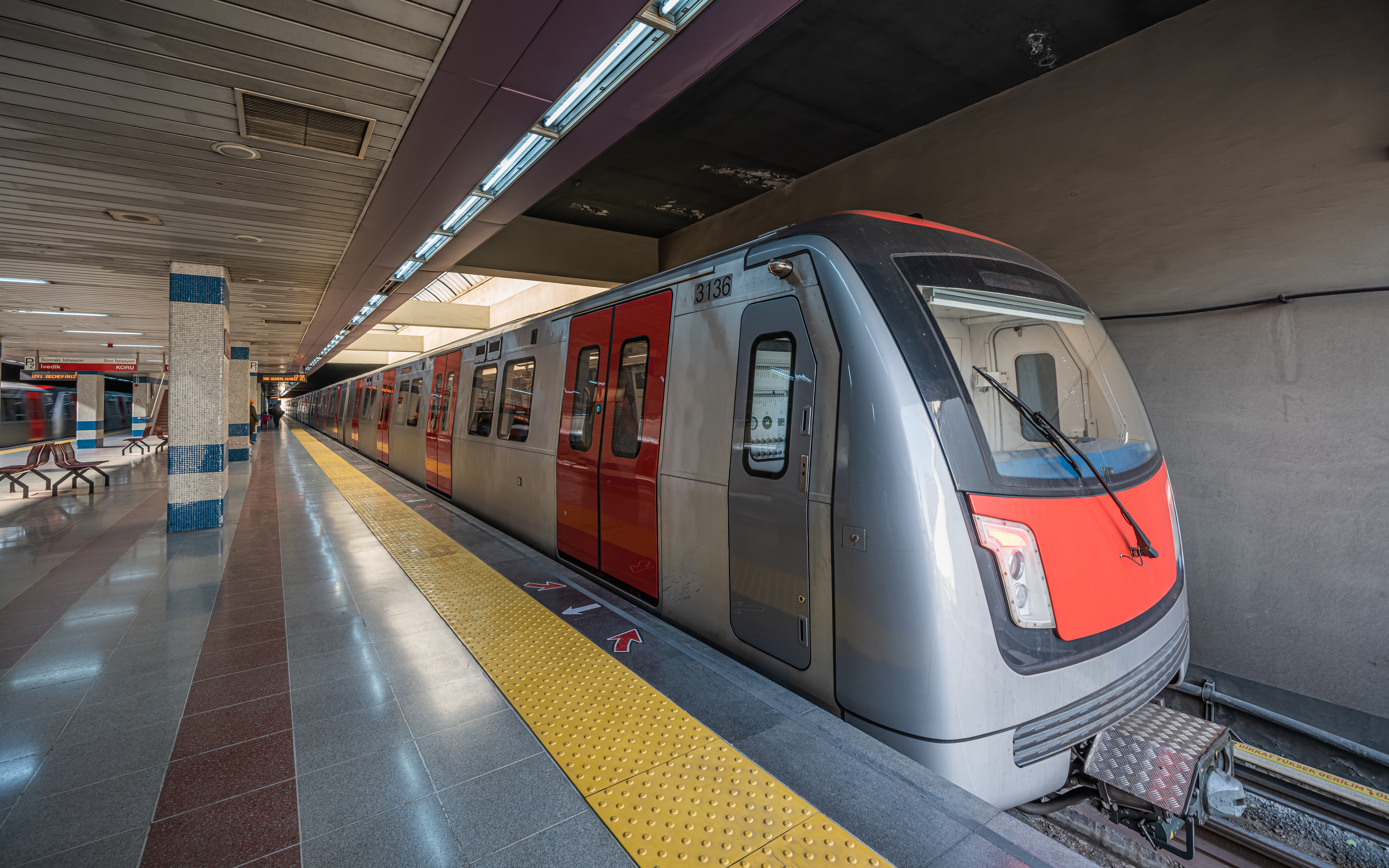
Station Yenimahalle du métro d'Ankara

Ankara possède une ligne de métro Batıkent-Kızılay M1 et une ligne de métro léger AŞTİ-Dikimevi « Ankaray ».
Trois autres lignes de metro sont également en cours de construction :
- Kızılay-Çayyolu M2 ;
- Batıkent-Sincan (Törekent) M3 ;
- Tandoğan-Keçiören M4.

#### Tramway
Un projet de tramway est à l'étude.

### Desserte ferroviaire

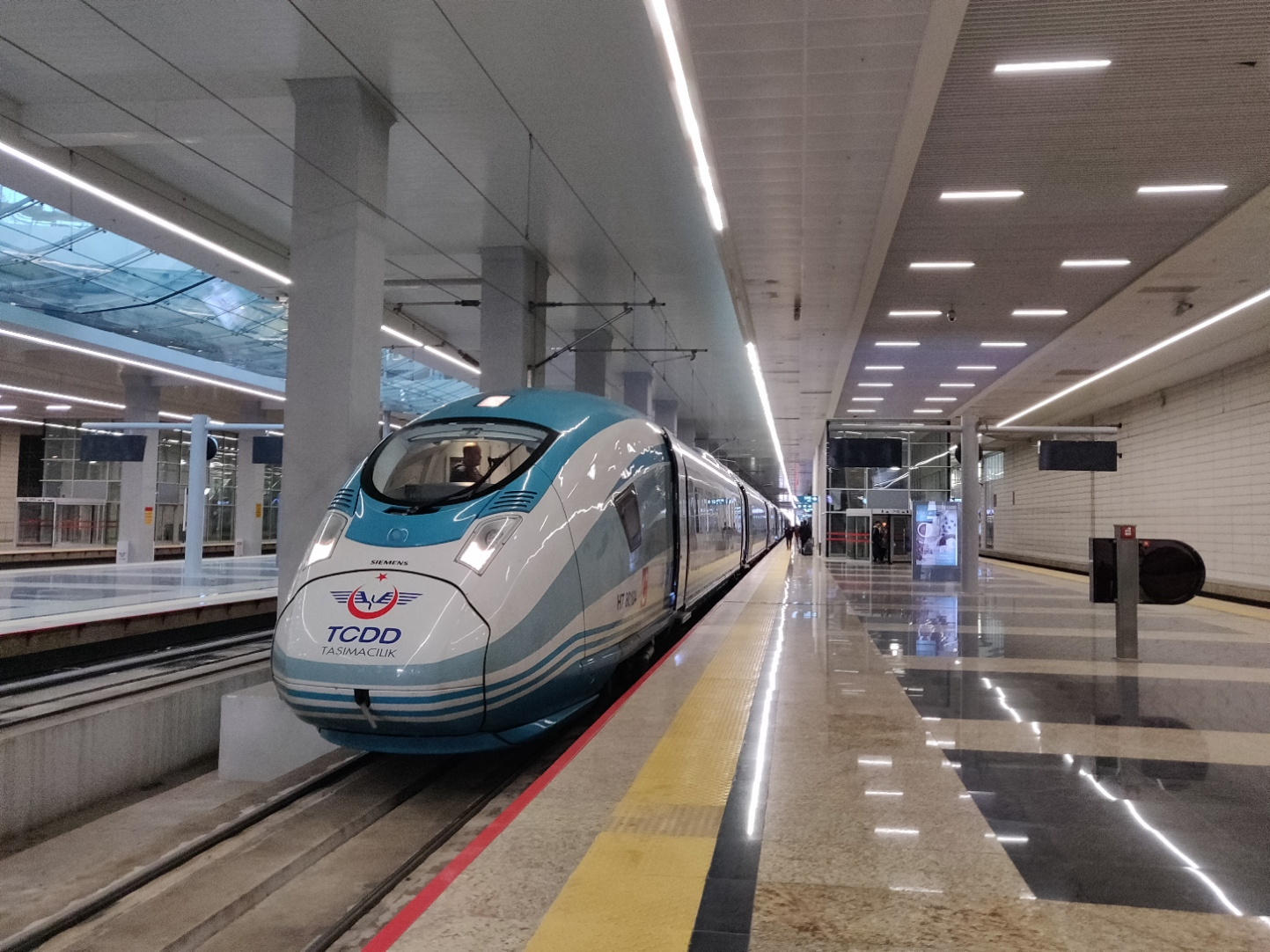
Un train TCDD HT80000 (Siemens Velaro) du service YHT au nouveau terminal ATG de la gare d'Ankara

Le projet de LGV en Turquie consiste en trois lignes au départ d'Ankara :
- Ankara-Istanbul (en service) ;
- Ankara-Konya (en service) ;
- Ankara-Sivas (en construction).

### Communications extérieures
La ville est desservie par l'aéroport international Esenboğa (code AITA : ANK) situé au nord ouest de la ville.

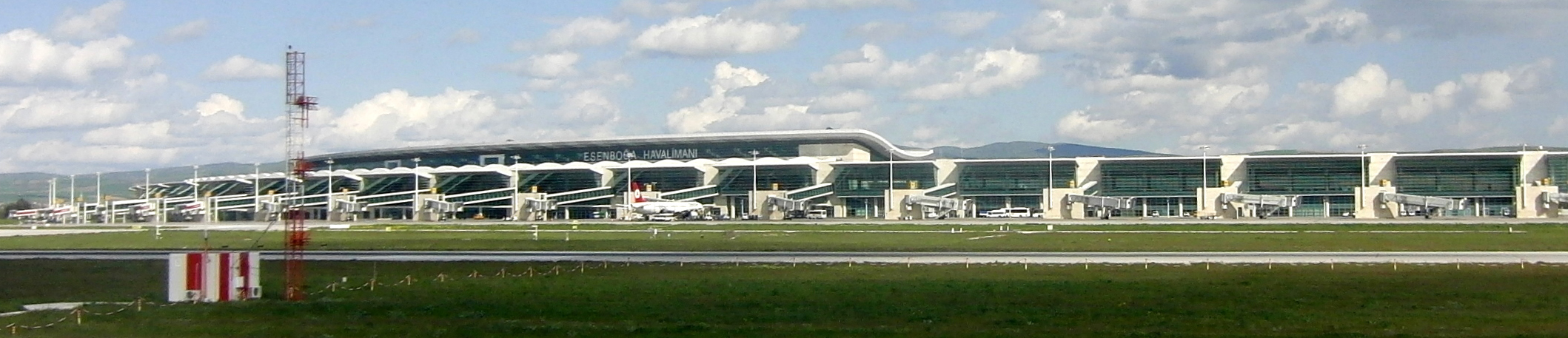
Aéroport international Esenboğa

## Les monuments
- Le temple d'Auguste et Rome, aussi appelé monument d'Ancyre (Monumentum Ancyranum) : datant du IIe siècle avant notre ère, il fut d'abord dédié à Cybèle, déesse mère de l'Anatolie, puis à l'empereur romain Auguste. Sur les deux murs, à l'entrée du sanctuaire, est gravé l'exemplaire le plus complet du testament politique d'Auguste, les Res gestæ ;
- Les thermes romains : ils furent édifiés au IIIe siècle par l'empereur Caracalla ;
- La colonne de Julien : ce monument votif, haut de 40 mètres, semble avoir été érigé en 362 ;
- La mosquée Aslanhane : construite au XIIIe siècle, de l'époque seljoukide dans le quartier d'Ulus ;
- La mosquée Hacı Bayram (en) : construite au XIVe siècle, à la mémoire de Hacı Bayram-ı Veli (en), dont le tombeau se trouve tout à côté. L'édifice est orné de faïences d'une grande valeur artistique ;
- La citadelle d'Ankara : émergeant d'un environnement moderne, l'ancienne citadelle ottomane préserve, à l'ombre de ses ruelles pentues, de belles maisons du XVIIe siècle, pour certaines magistralement restaurées ;
- Chapelle sainte Thérèse de l'Enfant Jésus, chapelle dite de l'Ambassade de France construite en 1928 au pied de la citadelle dans le quartier d'Ulus ;
- Le mausolée d'Atatürk ou Anıtkabir, construit entre 1944 et 1953 ;
- Le palais présidentiel d'Ankara, inauguré en 2014 ;
- Zafer Anıtı (en) : monument dédié aux héros de la guerre d'indépendance turque ;
- La mosquėe de Kocatepe : plus grande mosquée d'Ankara.

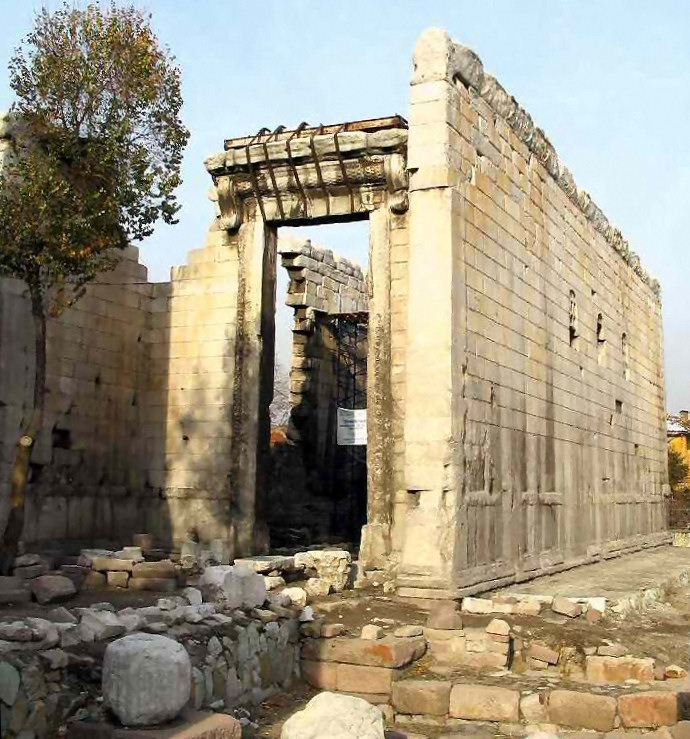
Monumentum Ancyranum (25 av. J.-C.)
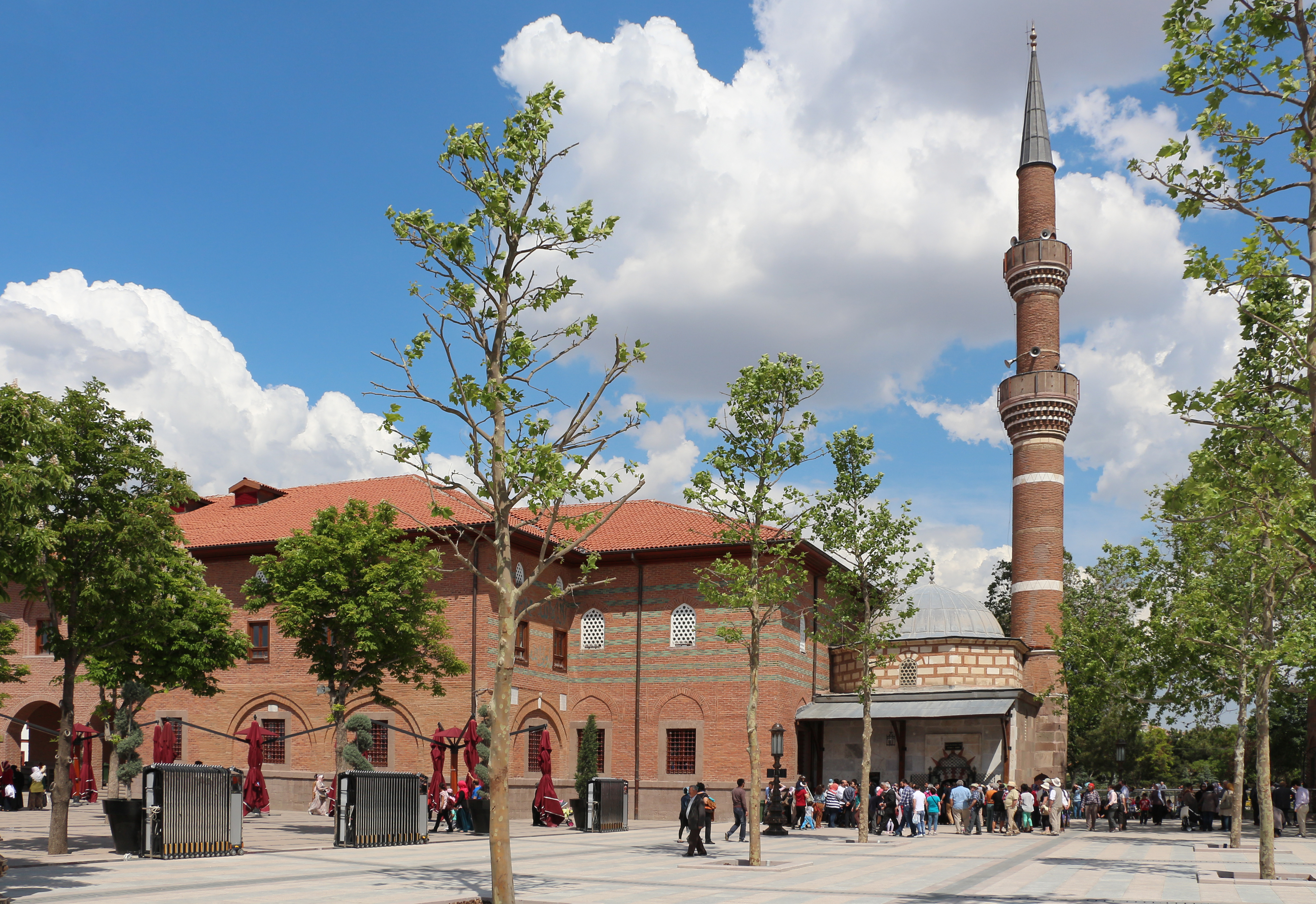
Mosquée Haci Bayram (1428)
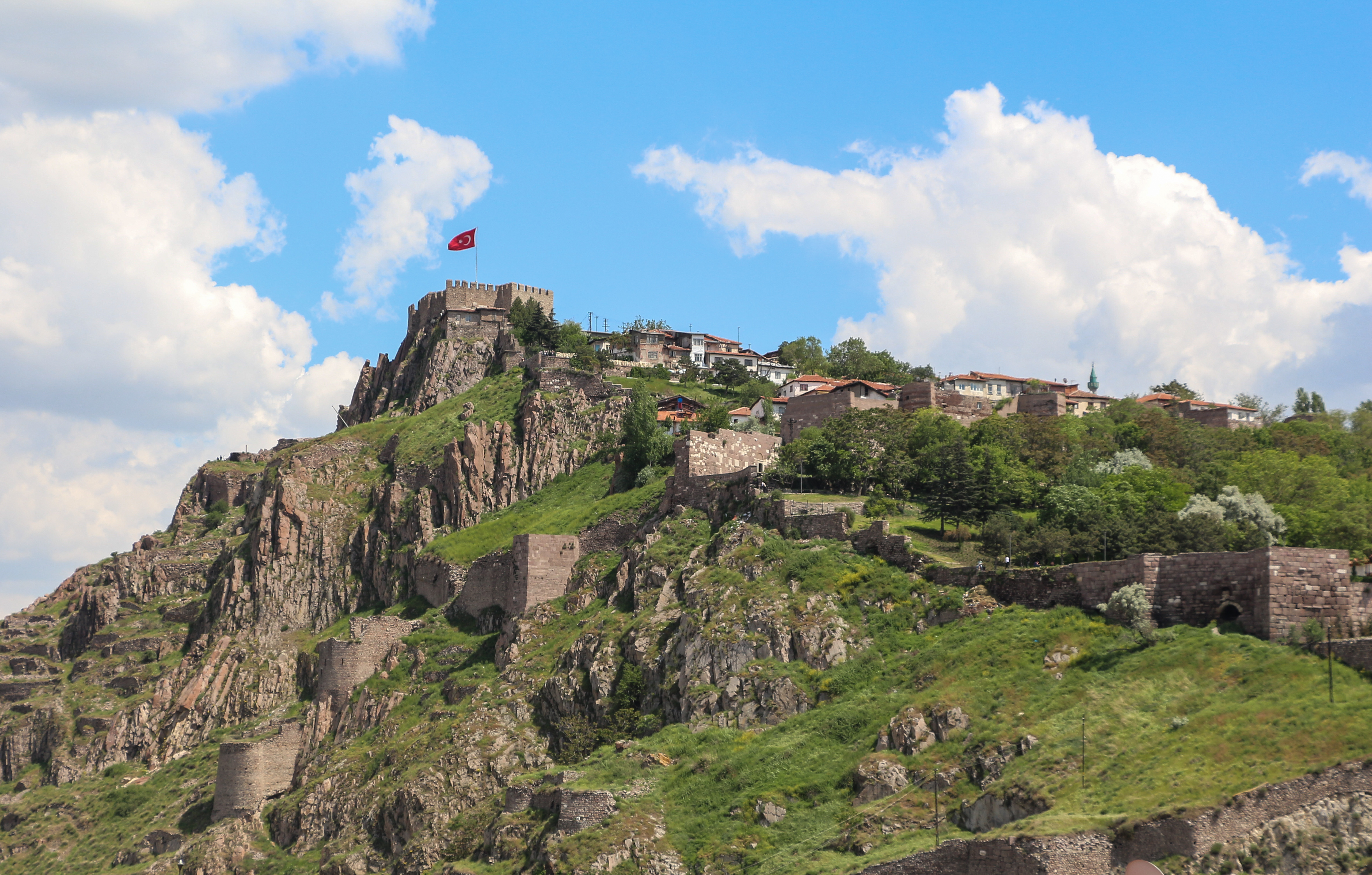
Citadelle d'Ankara
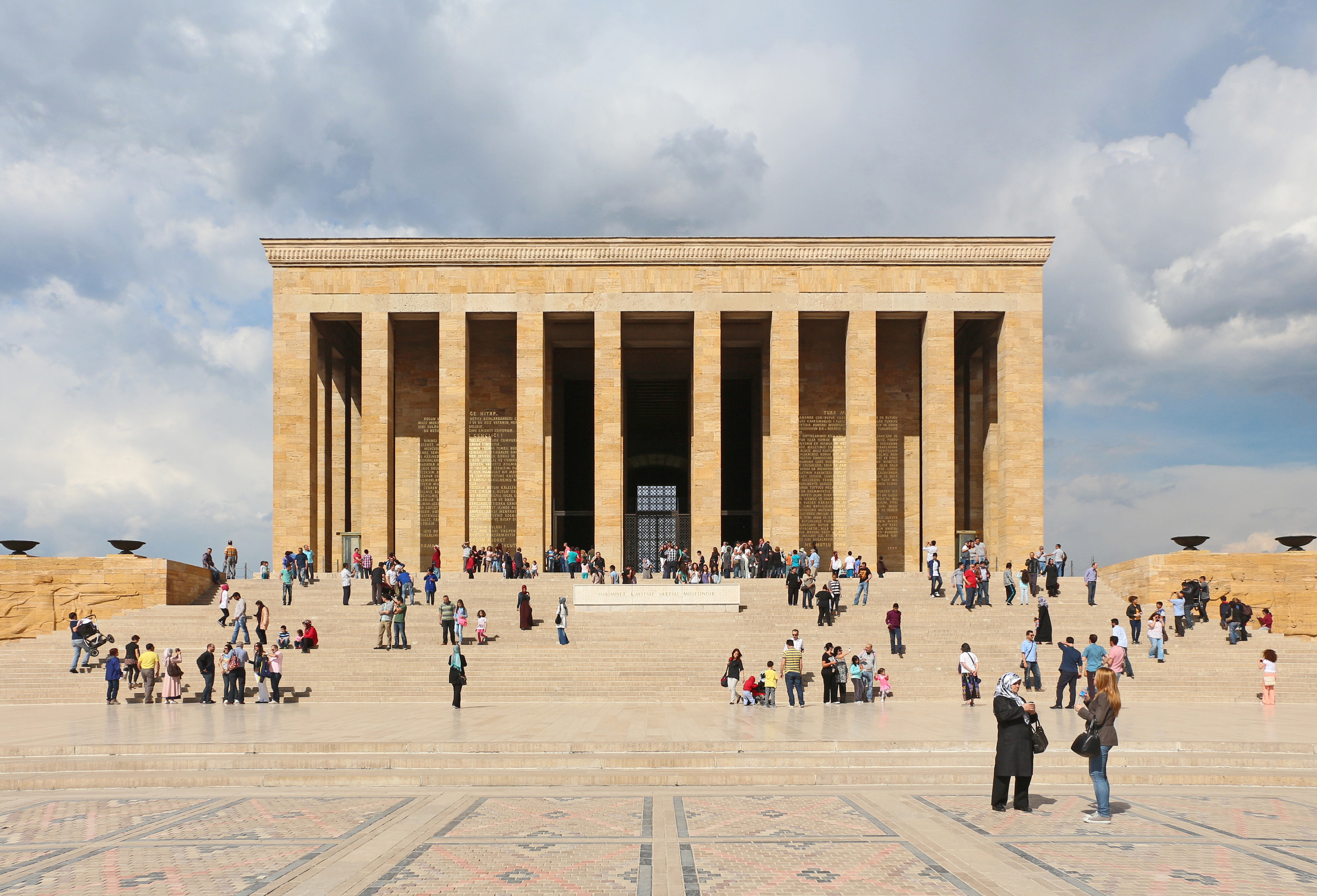
Anıtkabir (1953)
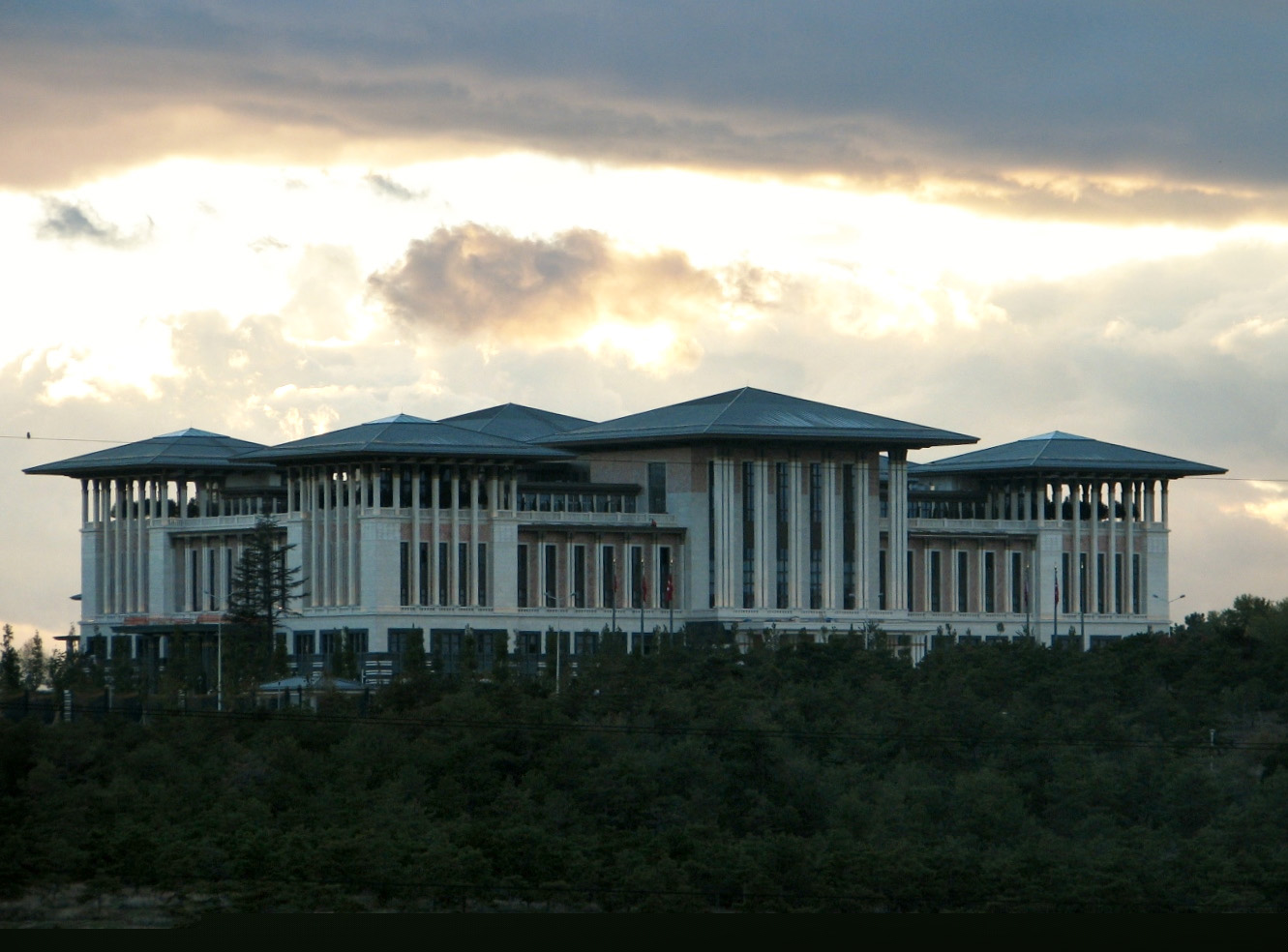
Palais présidentiel d'Ankara (2014)

## Musées

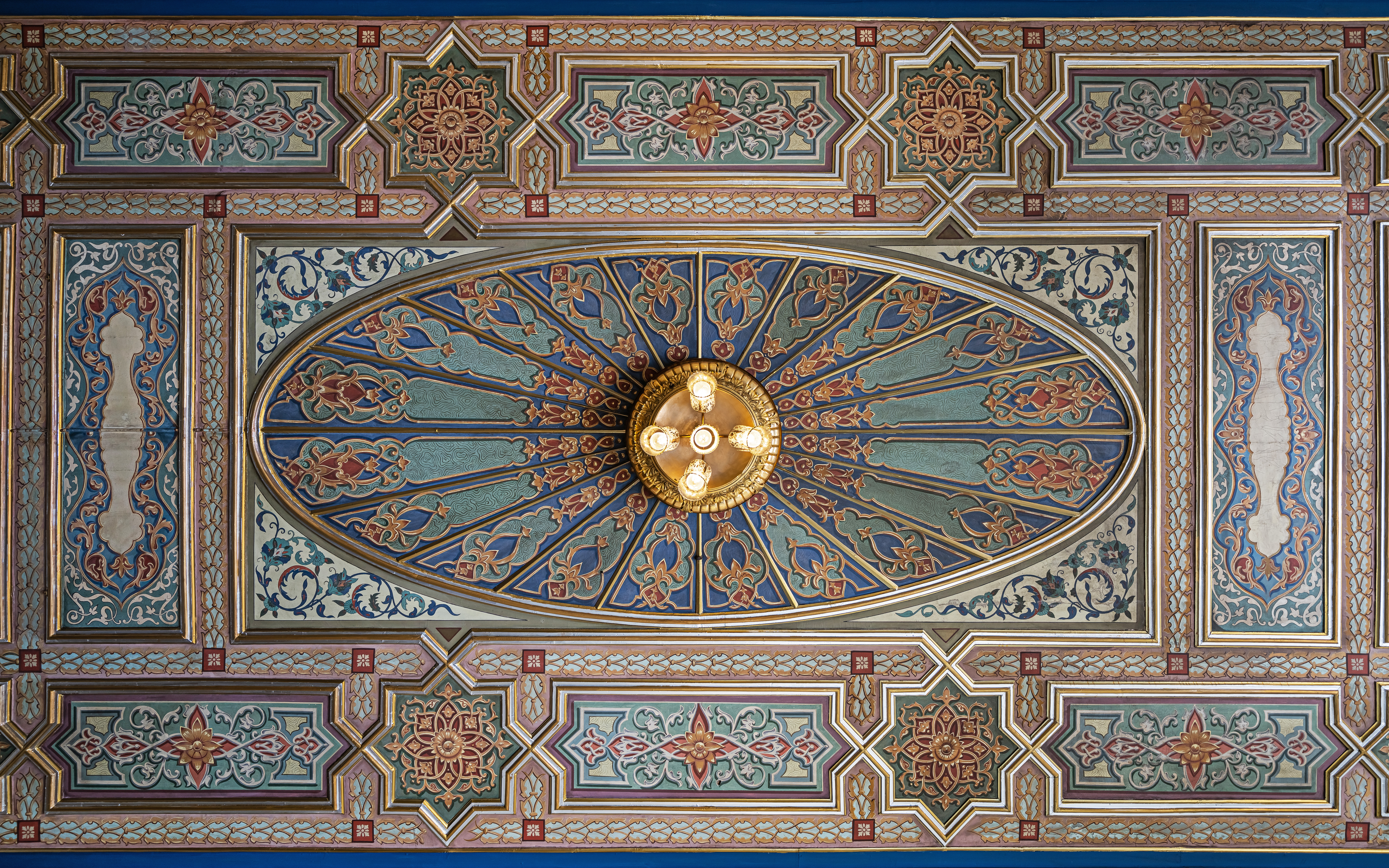
Au plafond à l'entrée du Cumhuriyet Müzesi à Ankara. Octobre 2021.

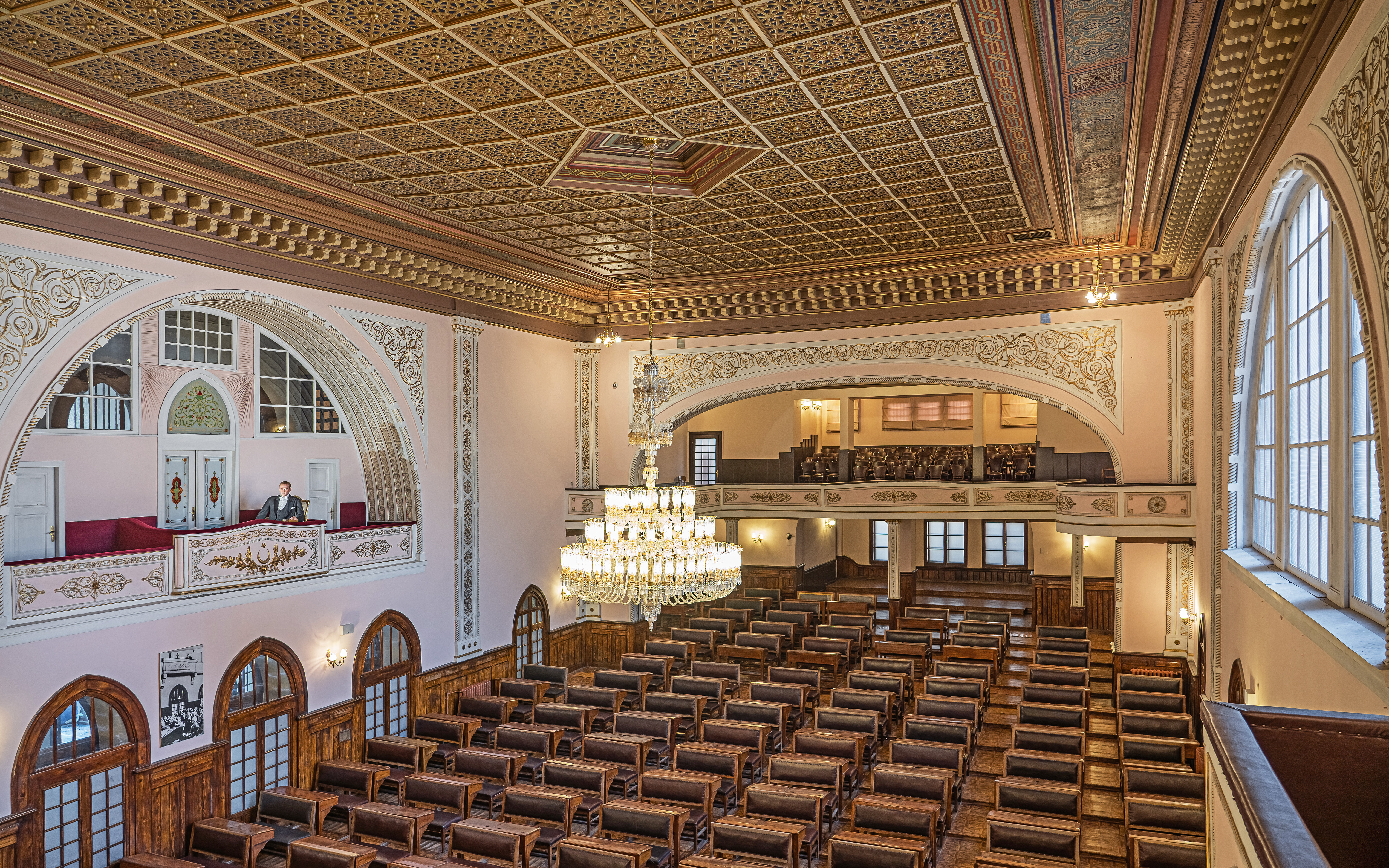
La chambre pleine du musée de la République à Ankara. Octobre 2021.

- Le musée des civilisations anatoliennes (Anadolu medeniyetleri müzesi), le lauréat du prix du musée européen de l'année 1997 ;
- Le musée ethnographique ;
- Le musée national d'art et de la sculpture (Devlet Resim ve Heykel müzesi) ;
- Le musée de la Guerre de l'Indépendance, premier bâtiment de la Grande Assemblée nationale de Turquie (TBMM) ;
- Le musée Isbankasi, ou musée de l'Indépendance Économique ;
- Le musée de la République (Cumhuriyet müzesi), deuxième bâtiment de la Grande Assemblée nationale de Turquie.

## Anecdotes
- Le terme angora provient du nom de cette ville.

## Sport
Les Ankariotes ont une passion pour le sport, en particulier pour le football. Les principaux clubs de football d'Ankara sont : le Gençlerbirliği SK, l'Ankaragücü, l'Ankaraspor et le Hacettepe SK.
Au sein de la ligue turque de basket-ball, Ankara est représentée par deux clubs : le Türk Telekom S.K. et le CASA Ted Kolejliler.
La ville compte quatre clubs sur six évoluant dans la super ligue de Hockey turque. Le palais des glaces d'Ankara (en) est la principale enceinte de la ville consacrée aux sports sur glace.

## Jumelages

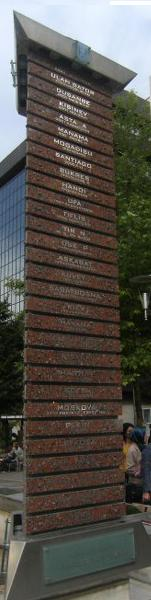
Monument se situant sur l'avenue d'Izmir où le nom des villes jumelles d'Ankara antérieur à 2003 y sont inscrites.

La ville d'Ankara est jumelée avec :
- Addis-Abeba (Éthiopie) depuis 2006
- Achgabat (Turkménistan) depuis 1994
- Bichkek (Kirghizistan) depuis 1992
- Budapest (Hongrie) depuis 1992
- Bucarest (Roumanie) depuis 1998
- Chişinău (Moldavie) depuis 2004
- Damas (Syrie) depuis 2004
- Dipkarpaz (Chypre du Nord) depuis 1986
- Douchanbé (Tadjikistan) depuis 2003
- Islamabad (Pakistan) depuis 1982
- Kaboul (Afghanistan) depuis 2003
- Kazan (Russie) depuis 2005
- Khartoum (Soudan) depuis 1992
- Kiev (Ukraine) depuis 1993
- Kinshasa (République démocratique du Congo) depuis 2005
- Koweït (ville) (Koweït) depuis 1994
- Kuala Lumpur (Malaisie) depuis 1984
- La Havane (Cuba) depuis 1993
- Le Caire (Égypte) depuis 2004
- Manama (Bahreïn) depuis 2000
- Minsk (Biélorussie) depuis 2007
- Mogadiscio (Somalie) depuis 2000
- Moscou (Russie) depuis 1992
- Nicosie (Chypre du Nord) depuis 1989 (la municipalité Chypre de Nicosie)[réf. nécessaire]
- Noursoultan (Kazakhstan) depuis 2001
- Oufa (Russie) depuis 1997
- Oulan-Bator (Mongolie) depuis 2003
- Pékin (Chine) depuis 1990
- Pristina (Kosovo) depuis 2005
- Sanaa (Yémen) depuis 2004
- Santiago du Chili (Chili) depuis 2000
- Sarajevo (Bosnie-Herzégovine) depuis 1994
- Séoul (Corée du Sud) depuis 1971
- Skopje (Macédoine) depuis 1995
- Sofia (Bulgarie) depuis 1992
- Tachkent (Ouzbékistan) depuis 2004
- Tbilissi (Géorgie) depuis 1996
- Tirana (Albanie) depuis 1995
- Zagreb (Croatie) depuis 2008
- Kayseri (Turquie) depuis 2009
- Tunis (Tunisie) depuis 2019
- Washington (district de Columbia) (États-Unis) depuis 2013[20]